# کسلوانیا ۳: نفرین دراکولا
«کسلوانیا ۳: نفرین دراکولا» (انگلیسی: Castlevania III: Dracula's Curse) یک بازی ویدئویی در سبک سکوبازی از سری کسلوانیا است که توسط کونامی و در سال ۱۹۸۹ و در پلت‌فرم سیستم سرگرمی نینتندو منتشر شده‌است.
مجموعه تلویزیونی کسلوانیا از روی این بازی ساخته شده‌است.